# Giovanni Francesco Compagnoni Marefoschi
Giovanni Francesco Compagnoni Marefoschi (auch Gianfrancesco Compagnoni Marefoschi; * 22. September 1757 in Macerata; † 17. September 1820 in Rio de Janeiro) war ein italienischer Kurienbischof.

## Leben
Er war ein Sohn des Grafen Camillo Compagnoni Marefoschi und dessen Ehefrau Margarita Carleni. Zu seiner Verwandtschaft gehörten die Kardinäle Prospero Marefoschi (1653–1732) und Mario Marefoschi Compagnoni (1714–1780). Giovanni Francesco Compagnoni Marefoschi absolvierte sein Studium an der Universität Macerata und wurde dort am 23. November 1778 zum Doctor iuris utriusque sowie zum Doctor theologiae promoviert. Nachdem er die Niederen Weihen empfangen hatte, begab er sich nach Rom, wo er seine Studien am Collegio Clementino vervollständigte. Am 20. Dezember 1781 trat er in den Dienst der Kurie. Er wurde Päpstlicher Hausprälat und Apostolischer Protonotar. Papst Pius VI. ernannte ihn zum Konsultor der Kongregation für Ablässe und die heiligen Reliquien. Nach der Wiederherstellung des Kirchenstaates wurde Giovanni Francesco Compagnoni Marefoschi am 2. Januar 1800 zum vorläufigen Gouverneur von Loreto ernannt, von diesem Amt trat er am 21. Juli desselben Jahres zurück. Am 23. Februar 1801 wurde Compagnoni Marefoschi zum Kleriker der Apostolischen Kammer ernannt und 1807 zum Prälaten der Kongregation von Loreto, ferner wurde er am 11. Januar 1808 Präsident der Archive der Apostolischen Kammer.
Während der napoleonischen Besetzung Roms fand Gianfrancesco Compagnoni Marefoschi Zuflucht bei seiner Familie. Er beherbergte Papst Pius VII. bei dessen Rückkehr nach Rom in der Nacht vom 16. auf den 17. Mai 1814 im Palazzo Marefoschi in Macerata. Am 23. September wurde er als Präsident der Archive der Apostolischen Kammer bestätigt.
Papst Pius VII. ernannte ihn am 29. April 1816 zum Titularbischof von Tamiathis (Damiette). Darauf wurde Giovanni Francesco Compagnoni Marefoschi am 4. Juni 1816 zum Diakon geweiht, am 9. Juni desselben Jahres empfing er die Priesterweihe. Die Bischofsweihe spendete ihm am 23. Juni 1816 Cesare Kardinal Brancadoro, Erzbischof von Fermo; Mitkonsekratoren waren die Bischöfe Gabriel Cortois de Pressigny, ehemaliger Bischof von Saint-Malo, und Vincenzo Paccaroni OSB. Der Papst ernannte ihn am 20. Dezember 1816 zum Nuntius beim König von Portugal mit Sitz in Brasilien. So reiste er am 3. März 1817 von Rom nach Rio de Janeiro, das er am 27. Oktober 1817 erreichte, um am 1. November desselben Jahres seine Akkreditierungsschreiben zu überreichen.
Drei Jahre später starb er in Brasilien und wurde im Benediktinerkloster von Rio de Janeiro beigesetzt.